# Sierra Nevada (pivo)

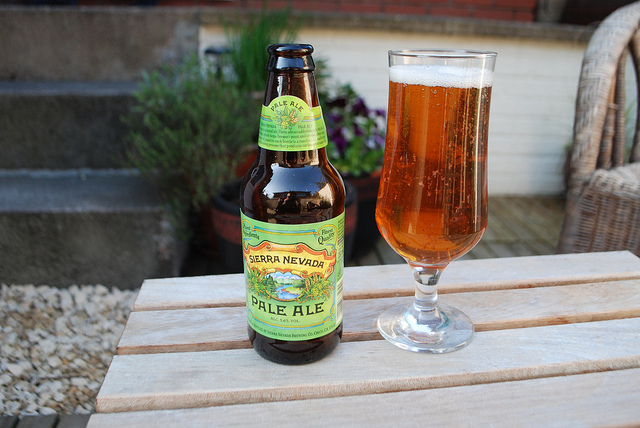
Sierra Nevada Pale Ale

Sierra Nevada je americký pivovar, který byl založen v roce 1979 domácími pivovarníky Kenem Grossmanem a Paulem Camusim ve městě Chio v Kalifornii. Sierra Nevada je jedním z největších pivovarů v USA, od roku 2016 je sedmým největším pivovarem ve Spojených státech.

## Historie
Pivovar byl založen v roce 1979 Kenem Grossmanem a Paulem Camusim, kteří si původně jen vařili domácí pivo, ale expandovali a zařídili si vlastní pivovar v kalifornském městě Chio. Ken Grossman tvrdí, že název Sierra Nevada pochází z jeho lásky k turistice, zejména v pohoří Sierra Nevada. Nejdříve si Gorssman a Camusi s půjčenými 50 000 dolary pronajali výrobnu a dnes prodávají své výrobky po celém světě.

## Sierra Nevada Pale Ale
Sierra Nevada Pale Ale (často také uváděno zkratkou SNPL) je nejznámějším produktem pivovaru Sierra Nevada. Vyrábí se od roku 1989 a má 5,6 % alkoholu.